# Chalcasthenes styracoceros
Chalcasthenes styracoceros är en skalbaggsart som beskrevs av Jameson och Brett C.Ratcliffe 2009. Chalcasthenes styracoceros ingår i släktet Chalcasthenes och familjen Dynastidae. Inga underarter finns listade i Catalogue of Life.